# Pinnatella calcutensis
Pinnatella calcutensis är en bladmossart som beskrevs av Fleischer 1906. Pinnatella calcutensis ingår i släktet Pinnatella och familjen Neckeraceae. Inga underarter finns listade i Catalogue of Life.